# Дугладзе, Отар Ильич
Отар Ильич Дугладзе (12 августа 1932 года, Ленинград — 29 июня 2015 года, Санкт-Петербург) — советский и российский кинорежиссёр и сценарист, член Союза кинематографистов России, член правления Санкт-Петербургской организации Союза кинематографистов России, Заслуженный работник культуры Российской Федерации (1996).

## Биография
Отар Дугладзе родился в Ленинграде в 1932 году. В 1970 году окончил театроведческий факультет Ленинградского государственного института театра, музыки и кинематографии, старейшего высшего театрального учебного заведения России, в 1974 году — факультет актёрского искусства и режиссуры этого же института по специальности «режиссёр кино и телевидения».
В 1975 году Отар Дугладзе поступил режиссёром на киностудию Ленфильм, на которой проработал до 1996 года. С 1991 по 1992 годы работал режиссёром дубляжа киностудии Ленфильм. Вёл мастерскую кинорежиссуры под началом Л. И. Менакера в Санкт-Петербургском институте кино и телевидения. Отар Дугладзе является режиссёром и сценаристом свыше тридцати короткометражных фильмов. В 1992 году состоялся его дебют как режиссёра полнометражного художественного фильма «Невеста из Парижа».
Отар Дугладзе скончался в Санкт-Петербурге на 83 году жизни, в 2015 году.

## Избранная фильмография

### Режиссёр
- 1975 — Дело было вечером (короткометражный фильм)
- 1977 — Приятный сюрприз (короткометражный фильм)
- 1978 — Неподвластные метры (короткометражный фильм)
- 1979 — Рассчитывайтесь чеком (короткометражный фильм)
- 1988 — Взрыв по заявке (короткометражный фильм)
- 1992 — Невеста из Парижа

### Сценарист
- 1992 — Невеста из Парижа
- 1994 — Русский Транзит[4]

## Награды
Заслуженный работник культуры РФ (1996)